# Денисовський

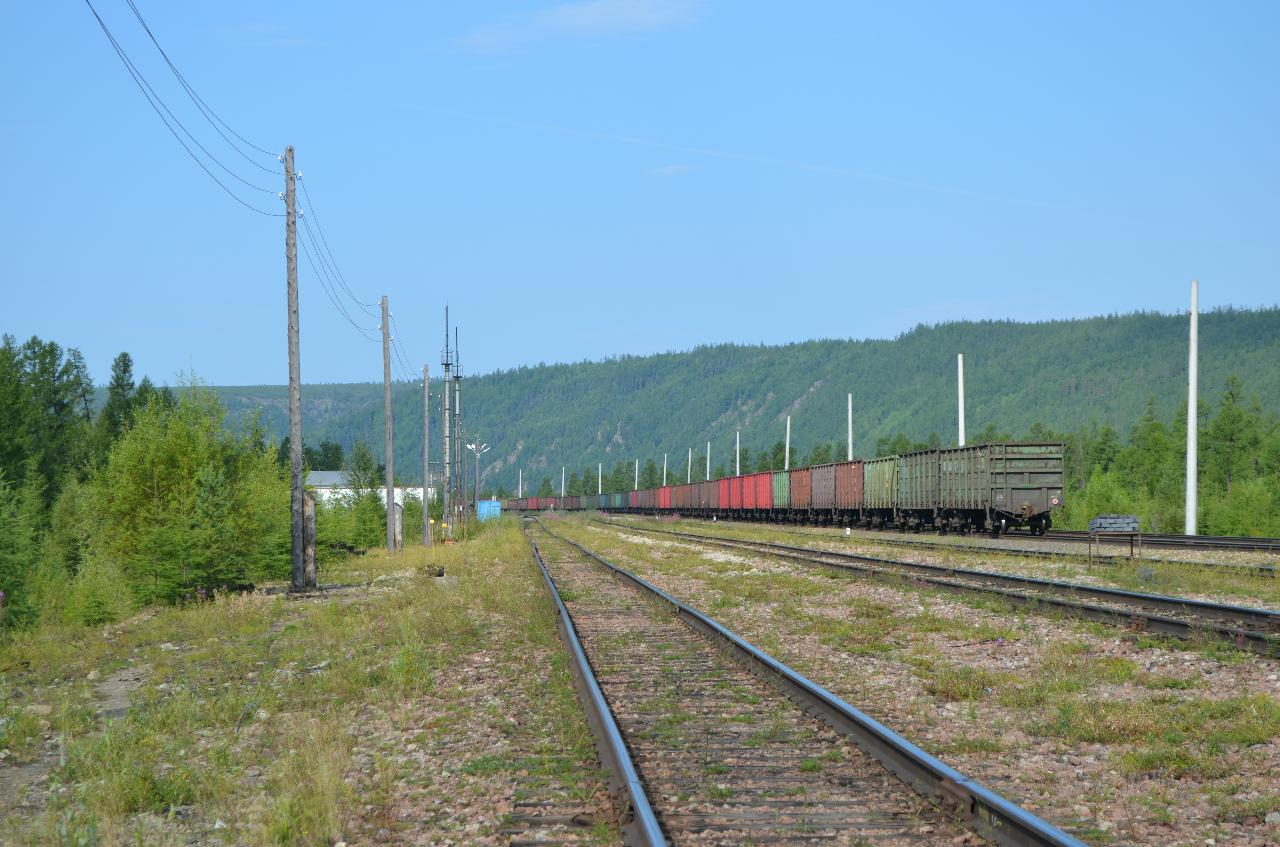
Станція Денисовський

56°46′06″ пн. ш. 124°48′01″ сх. д. / 56.768333333333° пн. ш. 124.80027777778° сх. д.
Денисовський (рос. Денисовский) — станція Якутської залізниці (Росія), розміщена на дільниці Нерюнгрі-Пасажирська — Нижній Бестях між станцією Нерюнгрі-Вантажна (відстань — 10 км) і роз'їздом Чульман (11 км). Відстань до ст. Нерюнгрі-Пасажирська — 19 км, до транзитного пункту Тинда — 248 км.